# Церецел
Церецèл е село в Западна България. То се намира в Община Своге, Софийска област.

## География
Село Церецел се намира в планински район.
Състои се от следните махали:/подредени по азбучен ред/
- Бусин дол
- Барбатица
- Бракьо преслоп
- Балика
- Бобен
- Бойна орница
- Висока могила
- Гробан
- Голо Бърдо
- Дренов Шушек
- Драголин дол
- Дебелите торища
- Делова мома
- Дермановци
- Зиморската падина
- Зебрец
- Зайците
- Кокина орница
- Краве село
- Каменита падина
- Кореньо
- Камико
- Кикьови локви
- Криво бърдо
- Лешкето
- Лицето
- Ливаге
- Пеюв дол
- Пехчано бърдо
- Попова ливада
- Реката
- Родениче
- Романец
- Синовския рът
- Студения дол
- Свидница
- Типченица
- Ханчетата
- Широко лице
- Чилинище
- Ялна

## История
След освобождението от османска власт през 1878 г. село Церецел е съставено от 41 махали – пръснати на голяма площ. Някои от тях започват почти от Костинброд-Кътина, и стигат до град Своге. В средата на миналия век, местните жители са работили изключително в мините, с които е осеян района. В този период в селото е имало 2 училища, за деца от семействата на миньори. Постоянна гледка е бил кервана от светлинки от миньорските карбидни лампи, които са пъплили по склоновете. Част от бившите махали са били разположени по платото на планината, което е едно невероятно красиво място. Селото е имало кметство, което след демографския срив е закрито и преминава към кметството на Томпсън. Към 1953 г. в селото е имало 260 къщи с население около 1260 души. Понастоящем на пръсти се броят жителите на този район от Стара Планина. През 2003 – 2004 г. са останали 18 – 20 души, които живеят в селото. До Церецел може да се стигне от много места. Пътища до него има и от с. Кътина, от Владо Тричков, от Реброво, Томпсън и Своге. Една от близките махали от страната на Своге е махала Гробан.

## Религии
Жителите в село Церецел са православни христяни.

## Културни и природни забележителности
- Връх Косматица

## Редовни събития
Празникът на село Церецел е на Гергьовден.
Всяка година на Петровден е събора на с. Церецел – пред черквата „Св. Петър и Павел“

## Родени в Церецел
- Божил Йончев (1881 – ?), български революционер
- Мирчо Спасов (1911 – 13 юли 1993) деец на БКП